# Evangelische Kirche Bischofsheim (Maintal)

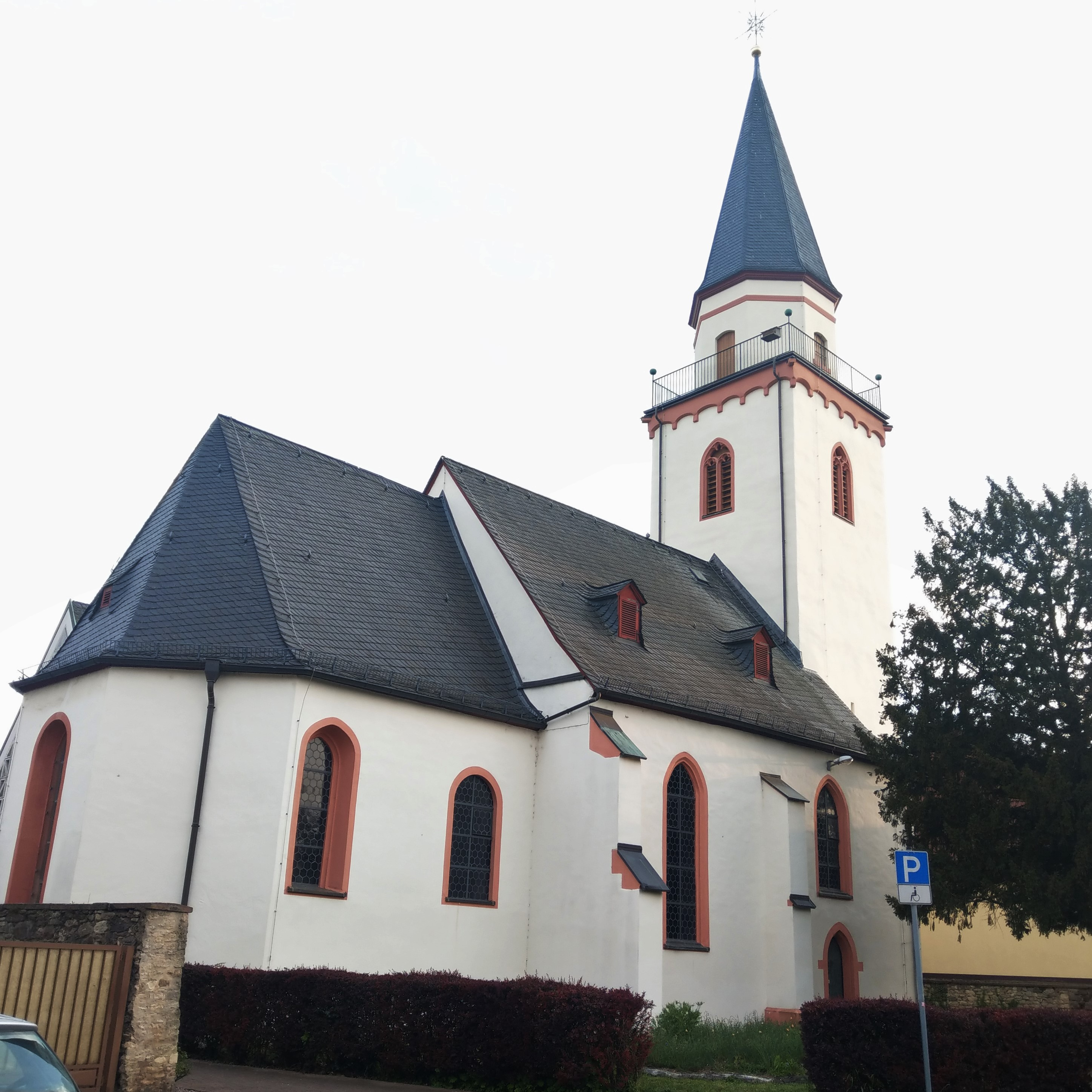
Evangelische Kirche Bischofsheim (Maintal)

Die Evangelische Kirche Bischofsheim (Maintal) ist ein denkmalgeschütztes Kirchengebäude, das in Bischofsheim steht, einem Ortsteil der Stadt Maintal im Main-Kinzig-Kreis (Hessen). Die Kirchengemeinde gehört zum Kirchenkreis Hanau im Sprengel Hanau-Hersfeld der Evangelischen Kirche von Kurhessen-Waldeck.

## Beschreibung
Auf den Grundmauern einer ehemaligen, 882 beurkundeten Kapelle wurde eine Hallenkirche mit zwei Jochen und einem eingezogenen, dreiseitig geschlossenen Chor im Osten, der im Innern mit einem Kreuzrippengewölbe überspannt ist, errichtet. Der Kirchturm im Westen stammt aus der Mitte des 16. Jahrhunderts. Da die alte Kirche zu klein war, wurde sie nach Süden durch einen Anbau in Form einer Kreuzkirche erweitert.
Die Orgel mit 31 Registern, zwei Manualen und Pedal wurde 1998 von der Fischer & Krämer Orgelbau gebaut.